# ライン川

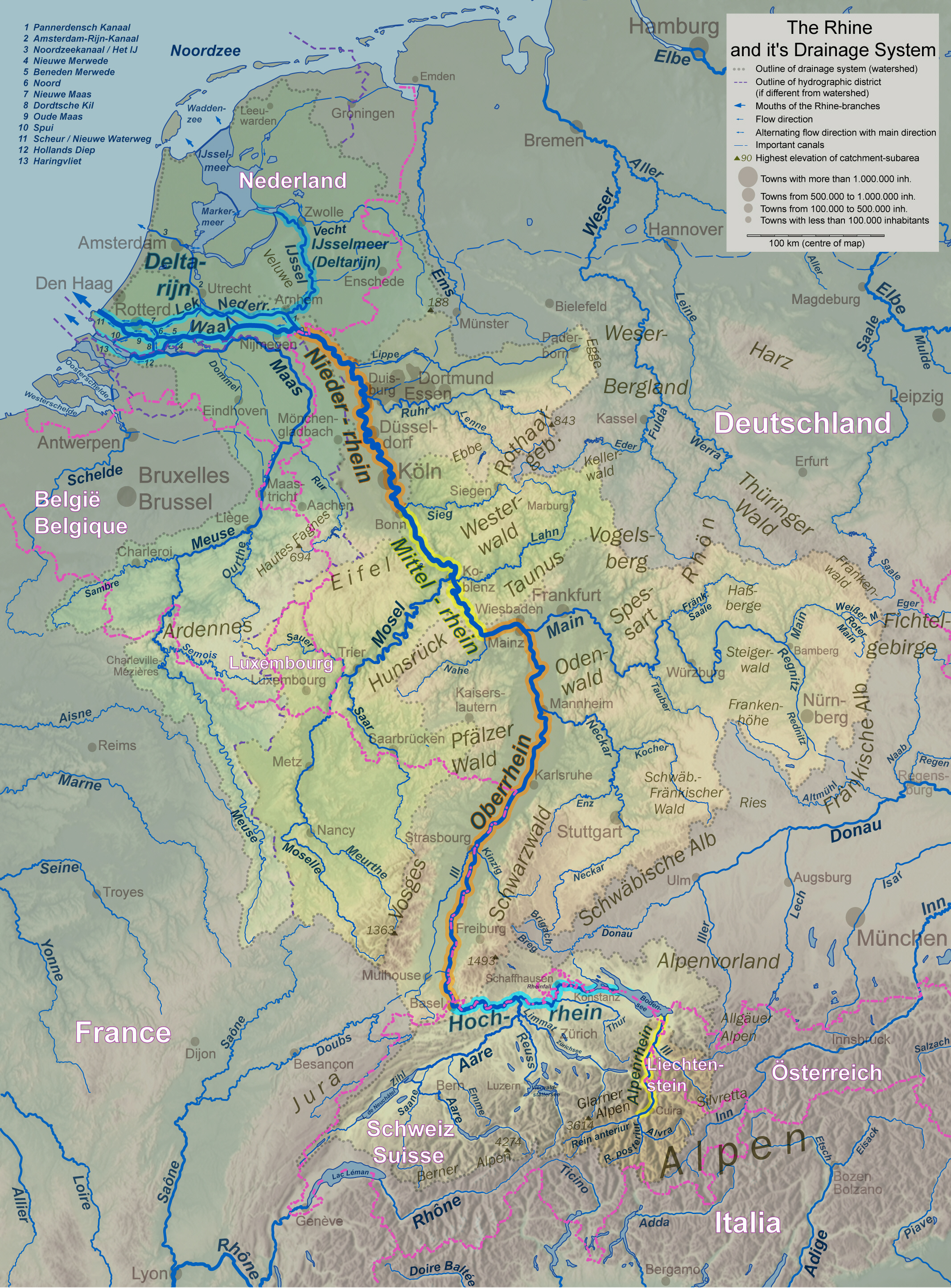
ライン川の流域地図

ライン川（ラインがわ、独: Rhein、英: Rhine、アレマン語: Rhy、バイエルン・オーストリア語: Rhein、蘭: Rijn、仏: Rhin、羅: Rhenus）は、ヨーロッパを流れる川である。今日のドイツ語表記 Rheinは、古高ドイツ語・中高ドイツ語の Rîn、更にそれ以前の言語の*Reinosに遡り、「河川」を意味したと思われる。
スイスアルプスのトーマ湖に端を発し、ボーデン湖に入りドイツ・フランスの国境を北に向かい、ストラスブールを越えて、デュースブルクなどを通過しオランダ国内へと入ったあと2分岐し、ワール川とレク川となりロッテルダム付近で北海に注いでいる。
全長1,233キロメートル。そのうちドイツを流れるのは698キロメートルである。ドイツにとっては特に重要な川であり、ライン流域を主軸のひとつとしてドイツ史は展開していった。また、ドイツ語の名詞には男性名詞、女性名詞、中性名詞があるが、河川のほとんどはドナウ川、エルベ川、モーゼル川など女性名詞であるのに対し、ライン川、マイン川、ネッカー川などごく少数の川だけは男性形であらわされる。そのこともあって、ドイツ人はこの川を「父なる川」と呼んでいる。ドナウ川とともに、外国の船が自由に航行する国際河川の一つ。
下流地域は川幅が広く流れが穏やかなため、水運が盛んである。バーゼルから河口までのライン川流域圏はブルーバナナ（「太平洋ベルト」の西欧版）の一部を成す。また、産業革命の中心地のひとつとなったルール工業地帯もライン川とルール川に挟まれる形で位置しており、その充実した内陸水路と豊富な地下資源によって発達した。

## 地理
ライン川は、源流域、アルペンライン、ボーデン湖、高ライン、上ライン、中ライン、下ラインといったいくつかの地域に分けられる。

### 源流域～高ライン

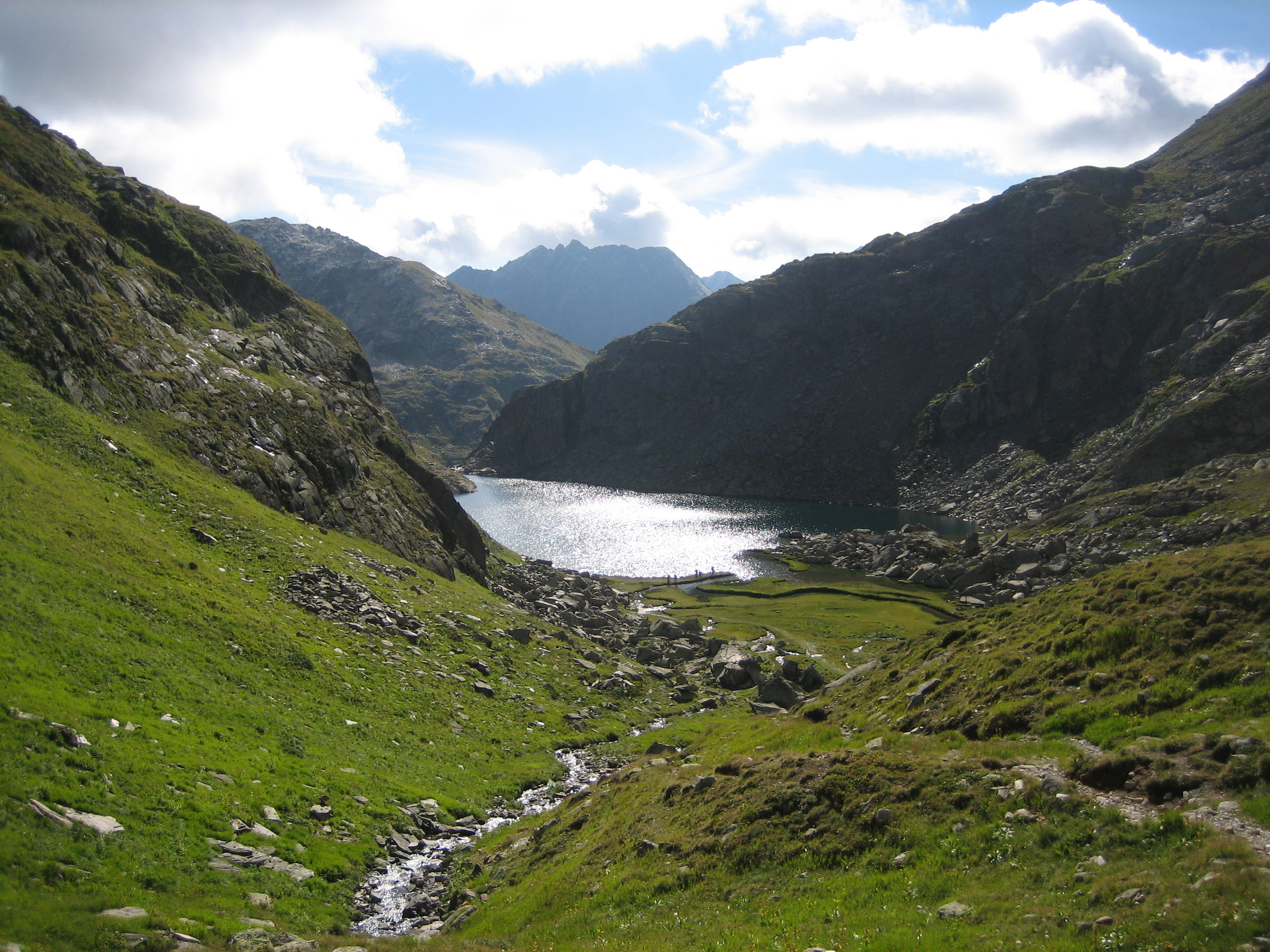
トーマ湖

トーマ湖から流れ出るライン源流はフォルデルライン（前方ライン）と呼ばれ、70キロメートル下流のライヘナウで、南のラインヴァルトホルン山から流れてくるもう一つの源流、ヒンターライン（後方ライン）と合流する。ここまでがライン川の源流域といえる。トーマ湖からライヘナウまでの70キロメートルで標高差は1,700メートルあり、ここまでの流れは非常に激しい。ここまでは全域がスイスのグラウビュンデン州に属する。
ライヘナウで合流してからはラインはほぼ北に流れ、グラウビュンデン州の州都・クールあたりで北へと向きを変える。クールからはザンクト・ガレン州とグラウビュンデン州の州境をなしながらバート・ラガッツを通り、やがて東岸はリヒテンシュタイン公国となる。リヒテンシュタインの首都ファドゥーツを抜け、オーストリア領フォアアールベルク州とスイス領ザンクト・ガレン州の国境を一部なした後、ボーデン湖へと流れ込む。ここまでのラインをアルペンラインと称する。
ボーデン湖は、広い上湖と小さな下湖に二つに分かれている。上湖は東をオーストリアのフォアアールベルク州、北をドイツのバイエルン州とバーデン・ヴュルテンベルク州、南をスイスのザンクト・ガレン州とトゥールガウ州に囲まれている。湖畔にはドイツ領のフリードリヒスハーフェンやリンダウ、オーストリア領のブレゲンツといった都市が点在する。上湖の西端にはドイツ領のコンスタンツ市があり、ここで細い水路となって西へと流れだし、まもなく下湖へと流れ込む。コンスタンツは水路の南岸にあり、この地域だけドイツ領がライン南岸へと張り出す格好となっている。

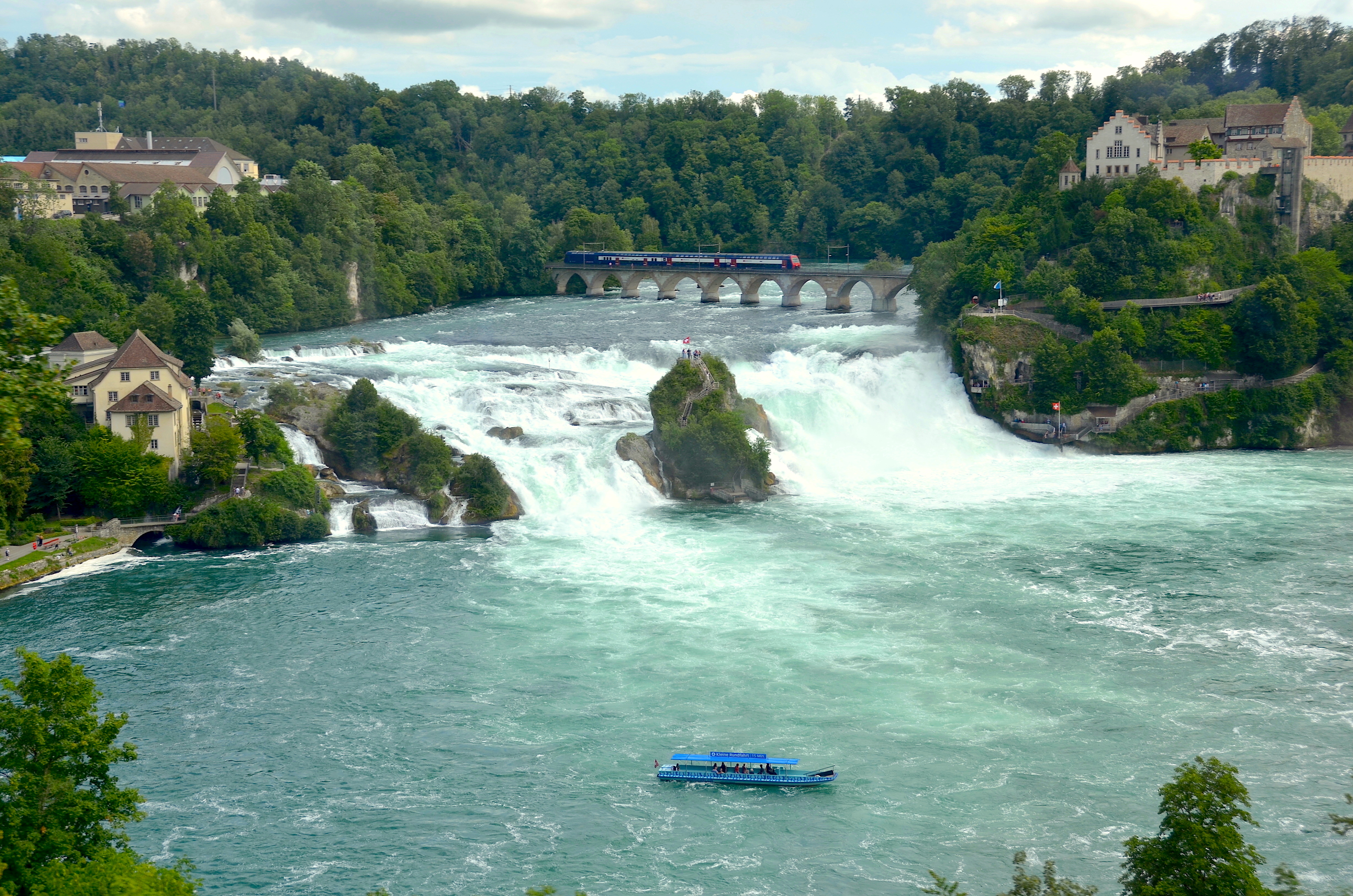
ライン滝

いったんボーデン湖に流れ込んだライン川は下湖西端のシュタインから流れ出し、バーゼルへと向かう。バーゼルまでの区間を高ラインという。この区間のほとんどは北岸がドイツ領のバーデン・ヴュルテンベルク州に属し、南のスイスは上流からトゥールガウ州、チューリヒ州、アールガウ州、バーゼル農村州に属し、ほとんど両国間の国境をなすが、スイスのシャフハウゼン州だけはラインの北岸に位置し、スイスが北岸に大きく食い込んでいる。この区間の中央部に位置するスイスのシャフハウゼンには、ライン本流唯一の滝であるライン滝がある。このライン滝より下流は海まですべて船舶の航行が可能であり、シャフハウゼンはライン滝による荷物の積み替え港として繁栄した都市である。

### 上ライン

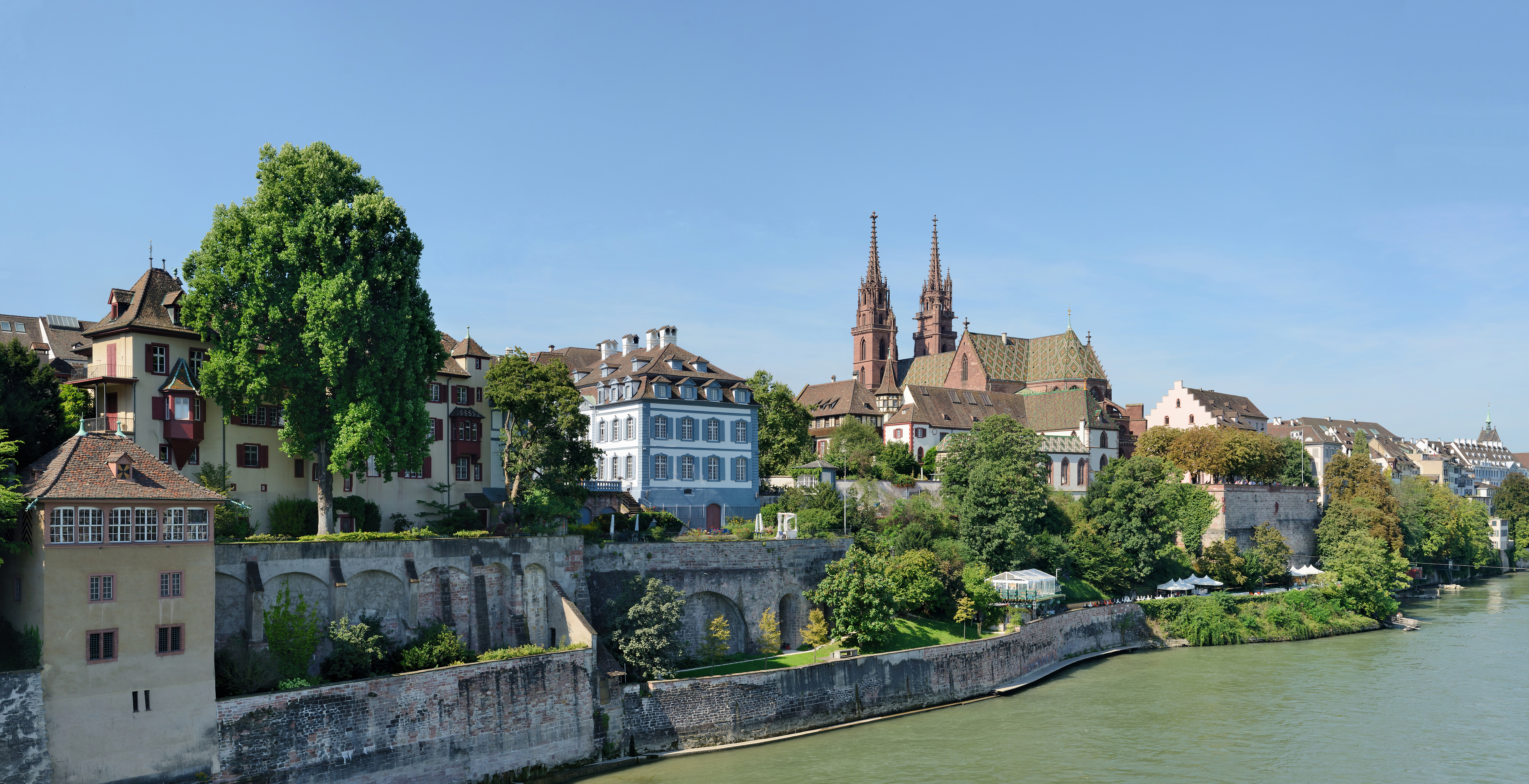
バーゼル

バーゼルで、ライン川は再び向きを北へと変える。バーゼルからは流れも穏やかになると同時に水量も増え、ここから河口までは3,000トン級の船の往来ができる。そのため、バーゼルはスイス唯一の国際貿易港となっており、スイスの貿易のかなりの部分がこの港を通して行われる。バーゼルはスイス有数の大都市であるがスイス領の北端であり、市街の一部はドイツ領およびフランス領にもかかっている。

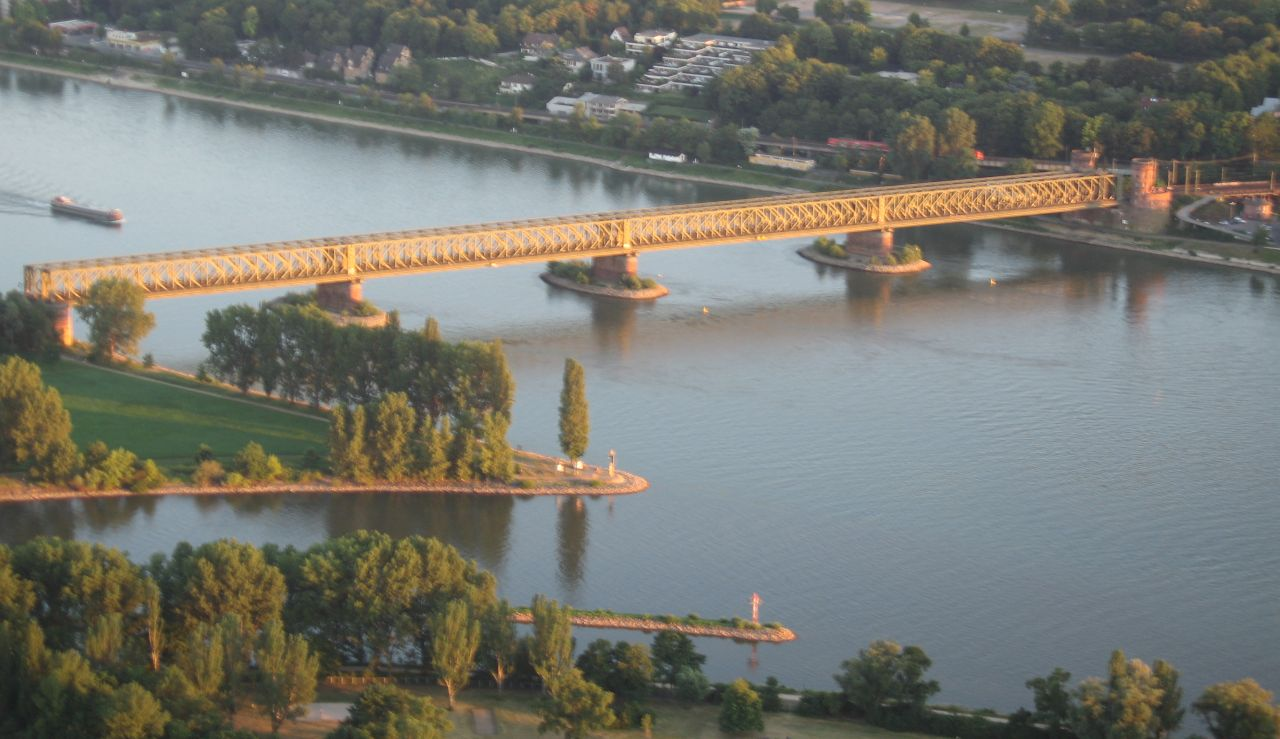
マイン川との合流点（マインツ付近）

バーゼルからはライン川はフランス領のアルザスとドイツのバーデン＝ヴュルテンベルク州との間の国境をなす。この地域はライン地溝帯と呼ばれる構造平野となっており、西のヴォージュ山脈と東のシュヴァルツヴァルトにはさまれた細長い平野の中をライン川は北流していく。バーゼルの少し北で、ライン川はアルザス大運河と接続する。このアルザス大運河はライン川の西に並行して北流し、マルヌ・ライン運河へと接続してパリなどセーヌ川水系水運とつながる。またこの運河はミュルーズでローヌ・ライン運河と接続し、ローヌ川水系へと接続してリヨンや地中海とつながっている。アルザスの住民はドイツ系のアルザス人であり、ライン両岸にドイツ系民族が居住していることになるが、アルザス地方は17世紀以降数度の転変はあったものの、基本的にはフランス領となっている。フランス領のライン沿岸のほぼ中央にストラスブールがあるが、ここは19世紀の河道の直線化によってライン河畔へと広がったフランス領のライン最大の都市であり、フランスのラインへの窓口となっている。カールスルーエの少し南でフランス領は終わりをつげ、ここからは西岸はラインラント＝プファルツ州となり、ドイツ領内をラインは流れることとなる。ドイツ領ライン西岸全域、および東岸の沿岸域はラインラントと呼ばれ、基本的にはドイツに属するもののフランスとドイツの間で争奪が繰り返された土地である。シュパイアーを過ぎ、マンハイムでは、東から流れてくるネッカー川をあわせる。マンハイムを中心としてシュパイアー周辺までは、ライン＝ネッカー広域連合と呼ばれる大都市圏を形成している。マンハイムからヴォルムスを過ぎ、ラインラント＝プファルツ州都のマインツでライン川はマイン川と合流する。ここまでが上ラインと呼ばれる。マイン川をさかのぼると、1992年に開通したライン・マイン・ドナウ運河によってドナウ川へと水路がつながっており、この三河川を使用すれば北海から黒海まで河川のみで行くことも可能である。ライン南岸にあるマインツの対岸はヘッセン州州都のヴィースバーデンであり、この2都市は二重都市となっている。このマインツ・ヴィースバーデンから東のフランクフルト・アム・マインまではフランクフルト・ライン＝マイン広域連合と呼ばれる大都市圏となっている。

### 中ライン～下ライン

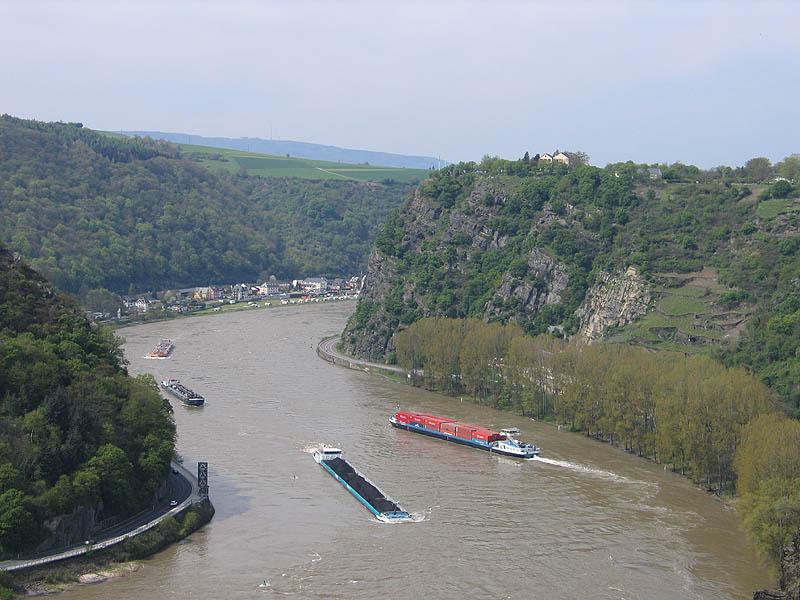
ローレライ

マインツからボンまでは中ラインと呼ばれる。この地域は丘陵に囲まれた中を流れ、特にマインツ盆地の終わるリューデスハイムおよびビンゲンからモーゼル川の合流するコブレンツまでの間は「ロマンチック・ラインとよばれ、風光明媚なことで知られている。このロマンチック・ラインの区間には、ネコ城など多くの古城があり、また中ほどには難所として知られたローレライがある。この風景を楽しむため、マインツからヴィースバーデン、リューデスハイム、コブレンツ、ボン、そしてケルンまでの185キロメートルの間にはライン川下りの遊覧船が運航されており、多くの観光客を集めている。遊覧船の起点はマインツであるが、風光明媚な区間であるリューデスハイムからコブレンツまでを利用する観光客も多い。
ボンから下流になると行政的にはノルトライン＝ヴェストファーレン州に属するようになる。丘陵は姿を消し、広々とした平野の中を流れるようになる。ここから河口までを下ラインと呼ぶ。この下流域には、ケルン、レーヴァークーゼン、デュッセルドルフを中心とするルール地方の諸都市といった大都市が集中し、工業地帯となっている。なかでもルール地方西端でラインに面するデュースブルクはルールの玄関口となっており、ヨーロッパ最大の内陸港となっている。

### 河口域

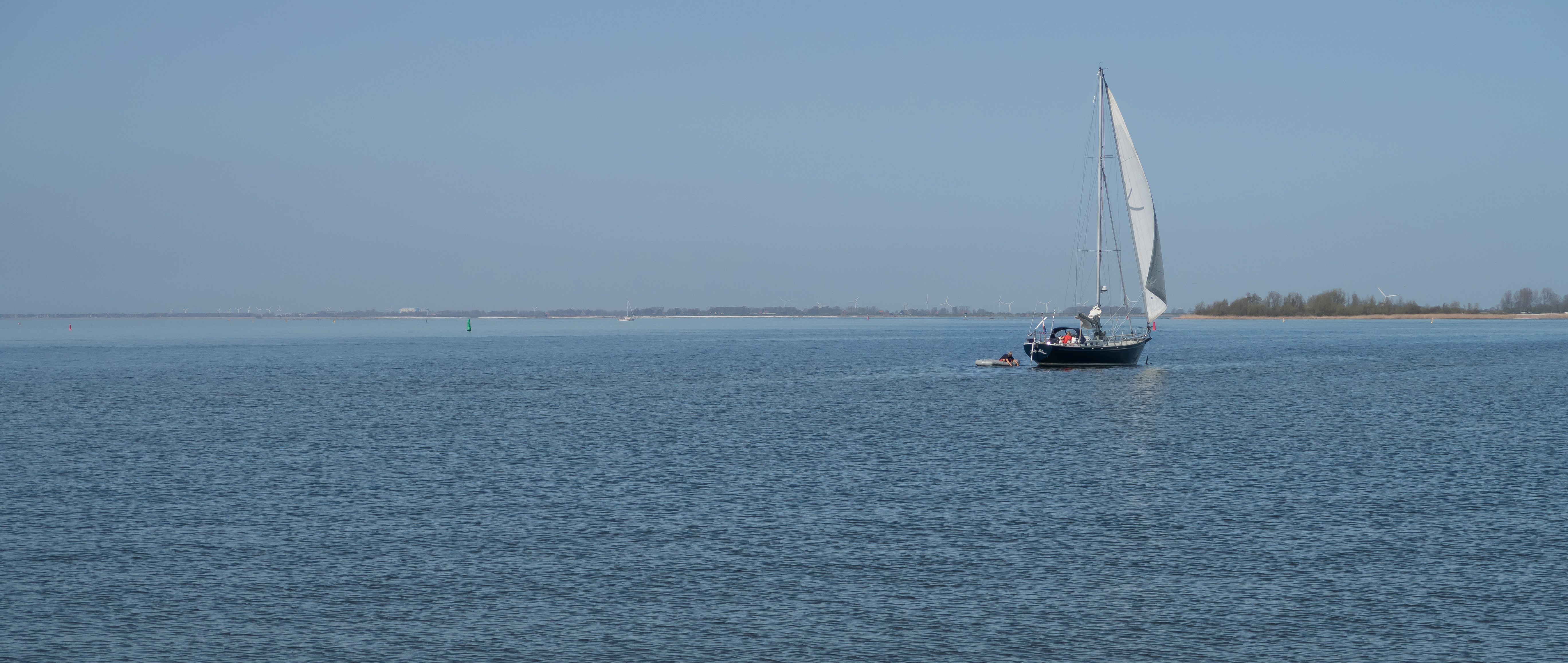
アイセル湖

ルールを過ぎるとライン川は西へと向きを変え、オランダに入る。オランダ領に入るとすぐ、ライン川はいくつもの支流に分かれ、網の目のようにオランダ南部に水路を広げる。もっとも大きな支流はワール川であり、その他北のアイセル湖へと流れ込むアイセル川、ネーデルライン川が三大支流である。ネーデルライン川はさらにクロメ・ライン川、レク川、ニューウェ・マース川など多くの支流に分かれる。ワール川もまたいくつもの支流に分かれ、南から流れてきたマース川の支流と合流・分離を繰り返す。河口近くのゼーラント州付近のライン川はしばしば大氾濫を起こし、また北海の高潮でも大被害を受けることが多くあったが、1953年の大洪水を機にライン川・マース川・スヘルデ川の三角州地域の河口をすべて塞いでしまう、デルタ計画と呼ばれる大治水工事が1958年に開始され、1986年に完成した。この計画によって、主要港であるロッテルダム並びにアントウェルペンを除くすべての河口が堤防または可動堰によって有事には閉塞が可能になり、両主要港沿岸の堤防は大幅にかさ上げされた。河口近くにはロッテルダムがあり、ユーロポートはラインの河川水運と北海や大西洋の海運の結節点として、ヨーロッパ最大の港となっている。
レース(オランダ）におけるライン川の流量(m³/s)
（1930年から1997年の平均データ）

### 生態系
中流部のオーバーライン/ラン・シュペリユール地域にはナッタージャックヒキガエル、ヨーロッパビーバー、ユーラシアカワウソ、オオホオヒゲコウモリなどの野生動物、タイセイヨウサケ、アリスシャッド、ブラウントラウト、ヨーロッパカワヤツメ、ヨーロッパウナギなどの魚類およびヒメハナバチ属のAndrena chrysopus、Andrena marginataおよびミヘヤヒゲナガハナバチ属のTetraloniella salicariaeなどのハチ、Aeshna affinisなどのトンボ、Chamaesphecia aerifrons、Cucullia caninae、Luperina dumerilii、Meganola togatulalis、Pyropteronなどのガが生息している。
沿岸にラムサール条約登録地が多く、ボーデン湖南部に注ぐライン川の三角州、ボーデン湖西部のヴォルマティンガー湿原およびミンデル湖付近一帯、ドイツ・フランス国境のライン川両側の沖積平野のオーバーライン/ラン・シュペリユール地域、エルトヴィレ・アム・ラインからビンゲン・アム・ラインまでのライン川氾濫原、下ニーダーライン地域およびオランダのライン・マース・スヘルデ三角州に位置するホランス・ディープ川、ハーリングフリート川、フォルケラク川、グレーヴェリンゲン湖などは挙げられる。

## 歴史

### 古代
古くはライン川を境界として、西岸はケルト人、東岸はゲルマン人が主に居住していた。しかしユリウス・カエサルのガリア侵攻によって西岸はローマ帝国領となり、ライン川はローマとゲルマンの境界となった。彼を継いだローマ皇帝アウグストゥスはライン東岸へと侵攻したものの、9年にトイトブルク森の戦いにおいてローマ軍は敗北し、帝国の前哨線はライン川へと戻り、以降ローマ領が流域北部においては東岸に広がることはなかった。しかし、流域南部においては83年にドミティアヌス帝がリメス・ゲルマニクスの建設を打ち出し、マイン川からドナウ川へとつながる長城が建設された。これによってライン中・上流域ではリメスが前進し、ライン両岸がローマ帝国領に入った。ローマ帝国はライン西岸に国境警備のための砦や駐屯地として都市を数多く建設し、これらの都市にはローマ文化が定着した。ケルン、コブレンツ、マインツなどはこの都市が元となって現在まで存続した都市である。こうした都市は川の対岸のゲルマン人たちとの交易を経済基盤としていた。各駐屯地の軍によってライン川の河川航行も安全を保障され、ライン川は交易路としても利用されるようになっていた。

### 中世・近世
しかしやがてローマ帝国は衰えを見せ始め、4世紀に入ると東岸のゲルマン人がローマ国境を越え、次々と西岸へと侵入した。ゲルマン民族の大移動である。これにより西岸もゲルマン化されていき、やがてライン川周辺地域を中心として、フランク王国が勢力を拡大していく。また、フランク王国の勢力拡大とともにこの地域には政治的安定が戻り、ライン河口地域に住むフリース人たちが活発な商業活動を展開した。フリース人の本拠はライン川の分流であるレク川に面するドレスタットであった。ここからライン川を遡りケルンやマインツ、ヴォルムスへと交易に赴くだけでなく、北海やバルト海方面にも交易を広げていた。フランク王国はカール大帝の時代に最盛期を迎えるも、その孫の代に分裂し、843年のヴェルダン条約によって、ライン川西岸は中部フランク王国のロタール1世に、東岸は東フランク王国のルートヴィヒ2世に与えられ、ライン川は再び国境となった。ロタール1世が855年に崩御すると、中部フランク王国はさらに3分割され、ライン川西岸はロタール2世のロタリンギアに与えられた。しかしロタール2世も869年に崩御すると、870年のメルセン条約によってロタリンギアは東フランク王国と西フランク王国によって東西に分割され、ライン川西岸も東フランク王国領となった。このフランク王国分裂に伴う政治的空白に乗じて各地に進攻したのがヴァイキングである。ライン川にも河口を中心に、コブレンツあたりまでさかのぼって襲撃を繰り返した。この襲撃の主な目標になったドレスタットは幾度も略奪され、863年の襲撃によって歴史から姿を消した。
東フランク王国はやがて神聖ローマ帝国となり、皇帝フリードリヒ1世は 1158年 ロンカリアにおいて「船舶航行可能な河川とその支流」を国王大権（レガーリエン）のもとに置き、1165年には特にライン川を「帝国の自由なる公道」とした。しかし、同国においては諸侯が大きな力を持ち、ライン沿岸にも多くの諸侯が割拠した。諸侯だけでなく、マインツやケルン、トリーアなどの大司教、司教といった聖界諸侯もこの地域には多数存在した。いずれも各地に城郭を建て、ライン川中流域だけでも建造された城の数は、40を超えた。聖俗の諸侯は関所を設けてライン川を通航する商船から通行税を取り立てて財源としたが、その関所は13世紀、ビンゲンから河口までだけでも20か所も存在した。また、このころから商業の復活によりライン河畔においても再び都市が各地に立地するようになる。旧ローマ帝国を起源とする都市だけでなく、新たな都市が次々と建設された。これらの都市はライン交易を基盤として力を蓄え、1254年にコンラート4世が崩御してホーエンシュタウフェン朝が断絶し、大空位時代が始まると、マインツとヴォルムスとの同盟を基軸としてライン川沿いの諸都市が同盟を締結し、ライン都市同盟が同年成立した。この同盟は加盟都市60以上を数えたものの、周辺諸侯の圧力により1257年に消滅した。14世紀に入ると、北海・バルト海方面で強力な都市同盟を築いていたハンザ同盟が下流域の諸都市に加盟を呼び掛け、流域有数の都市であるケルンなど多くの都市が同盟に加盟した。この都市同盟の流れをくみ、ライン上流部へと進出してきたのがスイス誓約同盟である。誓約同盟ははじめアルプス山中で勢力を築いていたものの、1351年にチューリヒが加盟したのを皮切りにライン沿岸へと勢力を広げ、1415年にはアールガウを占領下に置き、1501年にはシャフハウゼンとバーゼルの加盟を認めて、ライン上流部を勢力下におさめた。
一方西方の西フランク王国はやがてフランス王国となり、徐々に中央集権化を強めて強国となっていく。この過程でフランスは諸侯の乱立するライン川沿岸へと徐々に東進し、勢力を強めていった。そうしたなかで、フランスの国境をライン川へと求める、いわゆる自然国境説がフランスで有力となった。以後フランスの多くの為政者がライン川沿岸にフランス国境を伸ばすことを狙うようになっていった。一方、ライン河口域においてはネーデルラント諸州が北海・バルト海交易を握って経済力を強めていたが、カルヴァン派の強いこの地方はカトリック支配の強化を狙う領主のスペイン王国と対立し、1568年に八十年戦争が勃発する。この戦いの中でネーデルラントはネーデルラント連邦共和国として独立し、17世紀には黄金時代を迎えた。
17世紀前半に入ると、ルイ13世と宰相リシュリューのもとでフランスは三十年戦争に参戦。1648年のヴェストファーレン条約によってライン沿岸のアルザス南部を獲得し、ラインへの橋頭堡を手に入れる。この動きは次のフランス国王ルイ14世にも引き継がれ、大同盟戦争の講和条約である1697年のレイスウェイク条約によって、フランスは要衝ストラスブールおよびアルザス北部を獲得し、以降アルザス地域はドイツ語圏であるにもかかわらず、基本的にはフランス領として推移していった。またこれにより、一部ではあるがライン川はフランスの国境となった。

### 近代
その後100年ほどは大きな動きはなかったものの、フランス革命が勃発し、1792年にフランス革命戦争がはじまると様相は一変した。フランスはまず南ネーデルラントへ侵攻し、1794年には南ネーデルラントとラインラントをほぼ占領した。さらに1795年にはオランダを占領してバタヴィア共和国を建国させ、ライン川以南を割譲させた。同年にはバーゼルの和約によってプロイセン王国もフランスと講和し、ラインラント西岸の諸小国はフランス共和国へと併合された。以後20年ほどは自然国境説の通り、ライン川がフランスの国境となっていた。この状況は1797年のカンポ・フォルミオの和約ならびに1801年のリュネヴィルの和約によって追認されたが、この時にライン西岸の領土を失った大諸侯の領土をライン東岸において保障することが定められ、1803年の帝国代表者会議主要決議によって聖界諸侯の領土の没収（世俗化）と帝国騎士など群小の領主の陪臣化がおこなわれ、このときに沿岸の群小諸侯の領土はかなりが吸収・整理され、ある程度の大きさの諸公国へとまとめられていった。1806年にはフランスの圧力のもと、ライン東岸の諸公国が連合してライン同盟が設立され、ライン両岸はフランスの影響下に置かれることとなった。しかし、1813年にライプツィヒの戦いにフランスが敗れるとともにライン同盟は空中分解し、結局1815年のウィーン会議によって国境はフランス革命以前の線にまで戻り、フランスはアルザスこそ確保したもののラインラントとネーデルラントを手放した。ライン両岸には、新しくゆるやかな連合体であるドイツ連邦が成立し、ラインラントは新たにプロイセンの領土となった。プロイセン支配下のライン川沿岸では諸城の再建が行われ、中でもフリードリヒ＝ヴィルヘルム4世（Friedrich Wilhelm IV.）によるコブレンツ近傍、シュトルツェンフェルス城（Burg Stolzenfels）の再建はその象徴となるものであった。
19世紀中ごろになると、資源と水運に恵まれたライン中流域、とくにプロイセン領となっていたルール地方が石炭の埋蔵を利用して大工業地帯となった。1833年にドイツ関税同盟が成立すると、中流域各国の関税障壁が撤廃され、おりからの産業革命の波も到達したことで、ライン地方の経済は大きく発展していく。1816年にはイギリスの蒸気船がライン川をはじめて航行し、1827年には定期航行が開始された。一方、ライン川の航行に関してはギルドによる制限が1831年まで続いていたが、19世紀に入るとライン川の安定航行を求める声が高まり、1831年にはフランス、オランダ、プロイセン、バイエルン、バーデン、ヘッセン、ナッサウのライン沿岸7カ国によってライン川航行協定（マインツ協定）が締結され、マインツにライン水運中央委員会が設立され、これによって協定が結ばれて円滑なライン川の航行が行われるようになった。これらの協定は参加国消滅後も後継国家によって引き継がれ、また新規参加もあって、21世紀に入っても存続している。またこの時期、技術の発達と工業化によって大規模な治水工事が可能となり、ライン地溝帯においてはそれまで幾度となく変転し蛇行していた河道が直線化・安定化し、ストラスブールなどはこの時期に支流沿いからライン本流へと都市を拡大していった。
19世紀初頭、ラインは空前のツーリズムの聖地となる。英文学ではアン・ラドクリフのA Journey Made in the Summer of 1794 through Holland and the western Frontier of Germany with a Return down the Rhine（1794）をはじめとして、ジョージ・ゴードン・バイロンの『チャイルド・ハロルドの巡礼』（第3歌、49-61スタンザ）（1816）やメアリー・シェリーの『フランケンシュタイン 』（1818）、美術ではマテウス・メーリアン （1593‐1650）の銅版画、ヘルマン・サフトレーフェン（1609-1685）、Reverend John Gardnor（1729-1808）やジョゼフ・マロード・ウィリアム・ターナー （1775-1851）等の絵画・版画がイギリス人を主とするラインへの大衆ツーリズムの発生に貢献した。当時のイギリス人の旅行熱について、ゲーテは『ファウスト』第2部、「古典的なワルプルギスの古戦場」7118-7121行においてメフィストフェレスに、「ここにイギリス人はいませんか。あの連中ときたら大の旅行好きで、/古戦場やら、滝の名所やら、城の廃墟やら、/古色蒼然とした陰気な場所を訪ねまわっている。/ここなんぞは奴さんたちがありがたりそうなところだ」と言わせている。
19世紀後半になると、この地域の政治情勢は再び大きく動く。ドイツ統一への動きが高まる中、1866年の普墺戦争で勝利したプロイセンはドイツの主導権を握り、同年北ドイツ連邦を結成してライン中部の諸邦を事実上併合した。この動きに警戒心を高めたフランス帝国との間で1870年に普仏戦争が起こるもののプロイセンは大勝して、1871年に南部ドイツ諸邦をも含めたドイツ帝国が成立。ドイツはライン東岸のほとんどの部分を自国領とし、さらに同年のフランクフルト講和条約においてフランスはドイツにアルザス＝ロレーヌを割譲。ライン沿岸からフランスは駆逐され、下流と上流の一部を除くライン本流の大部分がドイツ領となった。
ドイツ領となったアルザス＝ロレーヌ（エルザス・ロートリンゲン）であるが、この地方はドイツ帝国政府の直轄統治下におかれ、居住するドイツ系のアルザス人の間には二級市民扱いされる不満があり、1913年にはツァーベルン事件がおきてこの地方の政治は大きく動揺する。しかし、翌年の第一次世界大戦の勃発により、この対立が致命的なものとなることはなかった。

### 現代
第一次世界大戦はフランスを含む協商国の勝利に終わり、1919年のヴェルサイユ条約においてフランスはアルザス＝ロレーヌを奪回し、さらにライン川左岸50キロメートルの非武装化をドイツに認めさせた。しかしこの条約はドイツに非常に強い不満を呼び起こし、やがてアドルフ・ヒトラーとナチスの台頭を招く一因となった。1936年にドイツはラインラント進駐をおこない、ラインラントを再武装化する。これに対しフランス側はライン川にほぼ沿う形でマジノ線を建設し、ドイツ側もこれに対抗すべくジークフリート線を建設して両軍は対立の度を深める。1940年にはナチス・ドイツのフランス侵攻が起こり、勝利したドイツはアルザス・ロレーヌを再び併合した。しかし第二次世界大戦はドイツの敗北に終わり、1945年にはフランスは再びアルザス・ロレーヌを奪回し、現在の国境線がここで確定した。
第二次世界大戦後、ドイツはイギリス、フランス、アメリカ、ソヴィエト連邦の4か国によって分割占領され、ライン沿岸も下流域がイギリス、ライン西岸と東岸のうちの南部がフランス、東岸の残りがアメリカにそれぞれ占領された。この時期に行政区が統合・整理され、イギリス占領地域がノルトライン＝ヴェストファーレン州、フランス占領地域がラインラント＝プファルツ州とバーデン＝ヴュルテンベルク州、アメリカ占領地域がヘッセン州とバーデン＝ヴュルテンベルク州にそれぞれ再編された。やがてこの三か国の占領地域を統合する形で1949年に西ドイツが成立する。西ドイツは本来首都であるべきベルリンを一部しか確保できず（西ベルリン）、また西ベルリンはほかの国土から全く切り離されていたので、暫定首都がライン川沿いのボンにおかれた。西ドイツはやがて経済の奇跡と呼ばれる経済成長を遂げ、ライン川沿いは世界有数の産業地帯として発展を続けた。1990年にはドイツが再統一され、統一ドイツの首都はボンからベルリンに移された。1992年にはライン・マイン・ドナウ運河が完成し、支流のマイン川を通じて欧州の東西が内陸水運で連結されることとなった。
現在のライン川付近は、スイスとリヒテンシュタインとオーストリアのフォアアールベルク州の一部、およびドイツ、ドイツとフランスの自然国境となっている。

## 水運

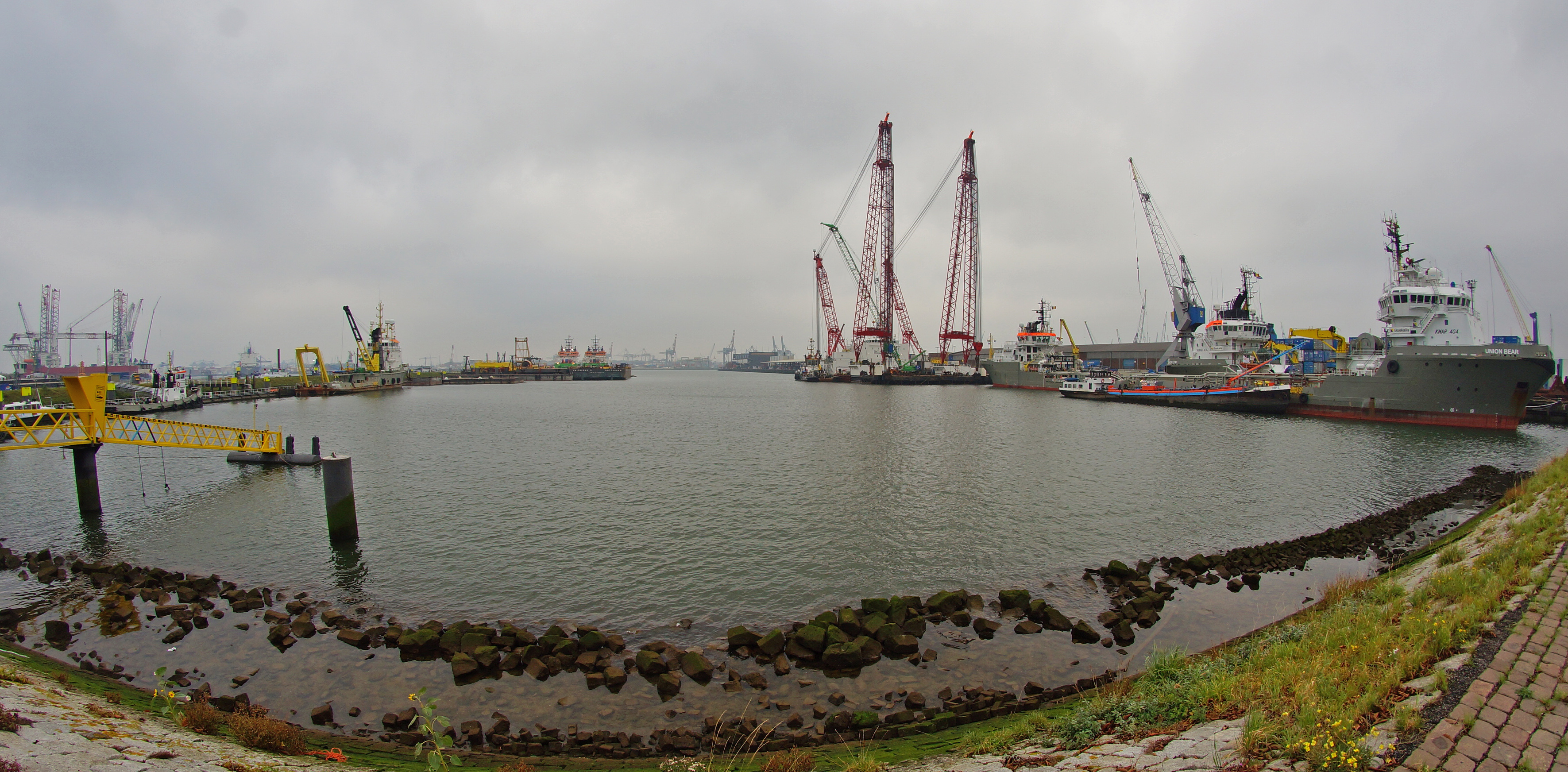
ロッテルダム港。ライン川水運と外洋水運との結節点であり、世界一の取扱量を誇る港である

ライン川は古くから沿岸地域の交通の大動脈であり、現代においてもその役割は非常に大きい。河口から上流のシャフハウゼンまでは全く滝がなく水量も多いため、そこまでの全域で船舶の航行が可能である。これは古代からそのままであり、ローレライなどの難所はあるものの古くからこの地域の大動脈としてライン川は機能してきた。
1783年から1784年にかけての冬は大寒波がヨーロッパ全域に被害をもたらした冬である。ドナウ川では、有名なレーゲンスブルクの石橋の中塔（Mittelturm）がドナウ川の氷塊によって倒壊したが、ライン川では、ケルンの辺りに厚さ5-8 m程の氷のじゅうたんが形成され、洪水が発生して沿岸の地域に甚大な損害をあたえた。
ライン川に蒸気船が登場したのは、1816年のことであるが、蒸気船の運行が一般化するまで船が川を遡るには、川沿いに設けられた道、「船曳き道」（ドイツ語でトライデルプファート：Treidelpfadないしトライデルヴェーク：Treidelweg）を通って、人あるいは馬が、船の帆柱から張られたロープを曳かねばならなかった。最初のうちは、土地の農民が臨時にその仕事を果たしていたが、後に船曳きを専門とする人々が現れ、組合が結成され、組合の規定が定められた。18世紀の規定が現存する。1636年 イングランド王 チャールズ1世はThomas Howardをプラハに向けて派遣したが、一行の旅の記録によると、全長26 mの船をケルンからドラッフェンフェルス（Drachenfels）まで8－9頭の馬が曳いたと記されている。
1816年のライン川への蒸気船の登場以降ラインの船旅は次第に人気を得ていき、1827年には18624人の人々がケルンからマインツまで船の旅をした。1829年の乗客は約12万人に達したが、その半数はイギリス人であった。年々増加する乗客数は1850年頃から1890年までの期間、年間約100万人にまで達したが、その半数はやはりイギリス人であった。
ライン川においては、河口のロッテルダム港、およびライン川と分流や運河によってつながるアムステルダム港ならびにアントウェルペン港から、内陸諸港へと向けて運ばれる海上コンテナ輸送の割合が大きい。これは、ボン港やマインツ港などでコンテナ設備が整っていることや、沿岸各港からの陸路接続ルートが非常に整備されていることがあげられる。また、分流を通ってロッテルダム港とアントウェルペン港との間の輸送が非常に活発に行われており、これがライン川輸送において大きな部分を占めている。特にドイツにおいてライン川水運の重要性は高く、1996年にはドイツの内陸港湾の総貨物取扱量1億4,370万トンのうち、ライン川諸港ではその3分の2にあたる9,270万トンが扱われていた。
1831年にはフランス、オランダ、プロイセン、バイエルン、バーデン、ヘッセン、ナッサウのライン沿岸7カ国によってライン川航行協定（マインツ協定）が締結され、マインツにライン水運中央委員会が設立され、これによって協定が結ばれて円滑なライン川の航行が行われるようになった。この委員会は1861年にはマンハイムへと移り、1868年にはマインツ協定を改正した改正ライン川船舶航行法（マンハイム協定）が締結される。これらの協定は参加国消滅後も後継国家によって引き継がれ、また新規参加もあって、その後も継続した。1920年には委員会はストラスブールに移り、21世紀に入っても存続している。

## 産業
ライン川沿岸は各種工業が発達した工業地域であり、とくに下流のルール工業地帯はドイツ最大の重工業地帯として発達してきた。
また、とくにドイツの中ラインから上ラインにかけてはブドウの栽培が盛んであり、ライン川の両岸の丘陵地帯にはブドウ畑が広がり、各地にドイツワインの名産地が点在する。ドイツワインはライン本流沿岸、および支流のモーゼル川沿岸が主産地となっている。ライン沿岸のブドウ栽培の北限はボンの対岸にあるケーニヒスヴィンターであるが、ここは同時にドイツ最北のブドウ栽培地となっている。
また、ライン川沿岸には観光地も多数存在し、ヴィースバーデンからコブレンツまでのライン川下りや古城めぐりなどにも多くの観光客が訪れる。

## 環境
ライン川はヨーロッパでもっとも開発された地域を流れ、周辺人口も稠密で大規模な工業地帯が各地に立地することから、水質汚染が問題となっている。この問題を解決するため、1950年には国際ライン汚染防止委員会が設置され、1963年には常設化されて水質汚染の対応にあたった。 
2022年には旱魃により水位が大幅に低下し、輸送船やクルーズ船の航行に大きな影響を与えている。

## 流域にある主な都市
スイス
- クール
- シャフハウゼン
- バーゼル

 フランス
- ストラスブール

 ドイツ
- デュッセルドルフ
- カールスルーエ
- マンハイム
- マインツ
- ヴィースバーデン
- コブレンツ
- ボン
- ケルン
- レーヴァークーゼン
- クサンテン

 オランダ
- ナイメーヘン
- ロッテルダム

## 主な支流

### 左岸
- トゥーア川（Thur）
- テス川（Töss）
- アーレ川（Aar、Aare）
- ビルス川（Birs）
- ビルズィヒ川（Birsig）
- イル川
- モーデル川（Moder）
- ロイター川（Lauter）
- ナーエ川（Nahe）
- モーゼル川
- ネッテ川（Nette）
- アール川（Ahr）
- エルフト川（Erft）
- マース川 (Meuse、ライン川デルタで一部ライン川へ合流する)

### 右岸
- ヒンターライン川（Hinterrhein）
- イル川（Ill）
- シュッセン川（Schussen）
- ヴタハ川（Wutach）
- アルプ川（Alb）
- ヴィーゼ川（Wiese）
- エルツ川（Elz）
- キンツィヒ川（Kinzig）
- レンヒ川（Rench）
- アヒェル川（Acher）
- ムルク川（Murg）
- アルプ川（Alb)
- プフィニツ川（Pfinz）
- ネッカー川（Neckar）
- マイン川（Main）←ライン・マイン・ドナウ運河→ドナウ川→黒海
- ラーン川（Lahn）
- ヴィート川（Wied）
- ジーク川（Sieg）
- ヴッペル川（Wupper）
- ドュッセル川（Düssel）
- ルール川（Ruhr）
- エムシャー川（Emscher）
- リッペ川（Lippe）
- 旧アイセル川（Oude IJssel）
- ベルケル川（Berkel）
- レック川（Lek、オランダ国内で2分岐した一方）→北海
- ワール川（Waal、オランダ国内で2分岐した一方）→北海

## 流域延長について
ライン川については1932年に初めて1,320キロメートルと記載された事典が出版されていたが、ケルン大学の学者が20世紀初頭の事典には1,230キロメートルと記載されているのに気づき、自分で分析したところ1,233キロメートル前後であるとの結論を得た。百と十の位を書き間違えたうっかりミスが原因で、誤った数字が定着したとみられる。

## ライン川を題材にした作品

### 音楽
- 『若きライン川上流に』：リヒテンシュタイン国歌
- ロベルト・シューマン：交響曲第3番「ライン」
- ヨハン・シュトラウス1世：ワルツ『ライン川の巡礼』（op.98）
- ヨハン・シュトラウス1世：ワルツ『ローレライ＝ラインの調べ』（op.154）
- エルネスト・レクオーナ：『ライン川のワルツ』
- 『ラインの護り』:ドイツ民謡

## ライン川が重要な事件の舞台となる文学作品
- 『ニーベルンゲンの歌』